# 妮莉艾露·杜·歐德修凡克
妮莉艾露·杜·歐德修凡克（日语： Neliel Tu Oderschvank，另有翻譯為「涅里耶爾·圖·歐戴爾修凡克」）是漫畫《BLEACH》的登場人物。為藍染惣右介旗下破面軍團名列第三刃的「十刃」前任成員。

## 姓名典故
她的名字的靈感來自荷蘭的建築師道林森博士（Nel Linssen）。

## 人物

### 外貌與性格
通稱妮露（Nel）。原屬於藍染惣右介創建的破面軍團，排行第三刃的十刃。湖綠色頭髮，金綠色雙眼，臉上留著薔薇色的橫向面紋，額頭延伸至鼻部右側有道傷疤，破面的骷髏面具覆蓋頭上。變成原本的姿態時，則是髮長過腰，胸部變成巨乳，骷髏面具會變成有點破碎的雙角頭骨狀，「3」的階級號碼刺在背上。身上的青色外衣，也會變成遮住胸部與身體下方的破損衣裝。黑崎一護等人暱稱她「妮露」。
性格天真友善，知恩圖報，討厭無意義的戰鬥，一旦身邊重要的夥伴受到傷害時，絕不會饒恕傷害夥伴的對手。唾液有治癒傷勢的效果。本體姿態下，妮露不但會恢復過去的記憶，說話語氣較小孩型態時還要來得成熟，而且還具備相當程度的力氣，能夠在赤手空拳揍向諾伊特拉的同時破壞一座大岩石，更曾經因為奮力擁抱一護，令他當場昏厥了過去。只是妮露在小孩型態的記性並不是很好，當她抵達現世和一護等人再度相會的時候，甚至還忘記茶渡泰虎也曾經和他們在虛圈並肩行動過。身邊有兩位虛兄弟，實際身份是她的從屬官，分別是佩謝·卡迪謝與唐多恰卡·畢爾斯坦。至於身邊的大蟲型寵物巴瓦巴瓦，其實是養在唐多恰卡體內的戰鬥專用靈蟲。
因為過去被諾伊特拉砍破面具導致靈力流失，使得妮露只能在短時間內恢復原本的面貌，其他時間則是呈現小孩子的姿態，她也是已登場的歷代十刃成員當中，唯一已知號碼沒有落到三位數的前十刃。此外，妮露還是十刃成員的時候，總是由佩謝和唐多恰卡為她調理料理，也因此造就了妮露的過人食量，但是巴瓦巴瓦則會對處於空腹狀態的妮露刻意保持距離。作者在附錄特典集賦予妮露的關鍵詞為「慕」。

### 身世與經歷

十刃時期的妮莉艾露

她在成為破面以前的姿態並未在原著中詳細說明，但是從妮露過去與諾伊特拉的對話中，可推知妮露是先從人魂變成虛，再轉變成破面的模樣（妮露本人提及「他們一度從人變成虛，又變成破面找回理性」）。
在多年前藍染惣右介統治虛圈時，妮露就已經是破面軍團裡排行第三刃的十刃。之前她還是十刃時，曾多次擊敗當時的十刃NO.8諾伊特拉·吉爾加，但由於妮露抱持「有理性的人，必須在戰鬥時具備理由」的觀點，因此每回與諾伊特拉交手後，都會拒絕諾伊特拉動手了結他的要求，更認為對方喜好廝殺的行徑跟「野獸」實無分別。
然而，諾伊特拉對於妮露身為女性卻坐擁比他更高階的位置感到無法忍受，甚至還和薩爾阿波羅·古蘭茲聯合暗算妮露。兩人趁著妮露不注意的時候，找上她的從屬官佩謝和唐多恰卡，並強制摘除對方臉上的面具。得知真相的妮露對於諾伊特拉的作為感到憤怒與不齒，拔出斬魄刀和諾伊特拉再度交鋒，卻冷不防遭到諾伊特拉從後方砍破頭上的虛面具，因而身受重傷並喪失記憶，和兩位從屬官被諾伊特拉與薩爾阿波羅逐出虛夜宮。
由於被打破部分虛面具的緣故，妮露因此流失了相當程度的靈力，更退化成小孩子的模樣。隨同她被逐出來的佩謝和唐多恰卡，也因為被摘除面具而力量銳減，退化成虛。為了不讓妮露回憶起虛夜宮的事，佩謝和唐多恰卡隱瞞了自己身為妮莉艾露部下的事實，並以她的兄長自居，帶著她遠離虛夜宮，隱居在虛圈沙漠裡。在妮露被驅逐以後，蒂雅·赫麗貝兒接替了她的位階，成為新任第三刃。妮露的額頭延伸至鼻部右側，也因此留下了被諾伊特拉砍傷的痕跡。

## 劇情表現

### 破面篇
初登場的時候以小孩子的樣貌出現，化名妮露·杜，與佩謝和唐多恰卡在虛圈沙漠玩無限捉迷藏，遇上來到虛圈拯救井上織姬的黑崎一護一行人，為了協助一護等人，妮露、佩謝、唐多恰卡特地讓巴哇巴哇暫時充當一行人的坐騎，跟隨一護等人闖進了虛夜宮。
在一行人分頭行動的時候，一護在路途上努力保護著她。一護和前十刃多魯多尼·亞歷山卓戴爾·索卡奇歐對決時，她曾經吃掉並反射回多魯多尼的虛閃，還一度在多魯多尼倒地的時候，利用自己的唾液治療對方。一護被NO.4烏爾奇奧拉·西法撃敗後，她試著用自己的唾液治療一護，後來一護和NO.6葛力姆喬·賈卡傑克對決時，她說服了織姬為虛化的一護打氣。
一護戰勝葛力姆喬之後，NO.5諾伊特拉·吉爾加忽然現身將葛力姆喬砍致重傷倒地，還命令戴斯樂負責劫持織姬，使其無法上前支援一護。妮露試著接近織姬，反被戴斯樂以虛閃擊退，更遭諾伊特拉冷言奚落她被逐出虛夜宮後的遭遇，使得一護為了保護妮露，挺身和諾伊特拉展開決鬥。
當一護和諾伊特拉對決的時候，諾伊特拉的攻擊幾乎逼一護上了絕路，妮露受到了很大的刺激而變回了少女的本體姿態，她現身後馬上砍傷諾伊特拉，並且將諾伊特拉的虛閃反射回去。妮露解放後對戰諾伊特拉，仍不願取其性命，沒多久因為靈力耗損過多，又再次變成小孩，被諾伊特拉一腳踹開，後來由於更木劍八出場解決了諾伊特拉而脫險。

### 戰後時期
虛圈事件結束後，蒂雅·赫麗貝兒帶領她的部下返回虛圈，接替遭黑崎一護及浦原喜助擊潰、被囚禁於瀞靈廷地下監獄的藍染成為新任虛圈統治者。妮露和佩謝對於此事亦有所耳聞，甚至還形容赫麗貝兒的三位從屬官「像是自相殘殺的瘋狂野獸般、總是覬覦著彼此的性命，超瘋狂的三頭野獸（神獸）」  。

### 千年血戰篇
虛圈事件與空座町大戰結束17個月後，妮露的整體外貌並沒有明顯的變化，但是相較於以往，她的身手敏捷度已經有了顯著的成長（可以在一護還來不及做出回應的情況下，瞬間攀爬到對方的肩膀上） 。就在無形帝國率軍攻下虛圈，俘虜包含蒂雅·赫麗貝兒與唐多恰卡在內的其他破面以後，僥倖存活的妮露與佩謝為了求援，特地從虛圈趕到現世，和當時正在巡邏的一護再度相會，並告知對方虛圈失守的消息。便跟隨一護等人前往虛圈展開救援行動。
抵達虛圈後，一護遇上虛圈統括狩獵隊長「J」基路傑·歐丕，並在戰鬥中保護妮露不受對方的傷害，但為了便於戰鬥與確保妮露的安全，轉而委託隨後趕到的茶渡泰虎和井上織姬將妮露帶離現場。結果基路傑反而在吸收了混獸神犽翁的軀體後，運用「聖隸」破解赫麗貝兒從屬官的隱藏術，使得妮露被吸收身上的部分靈子而受了傷。待浦原喜助出手重創基路傑，委託茶渡與織姬從對手的身上搜出奪取死神卍解的金屬胸章時，被浦原誤認已經無法戰鬥的基路傑，卻趁機利用「神聖滅矢」對浦原等人發動攻擊，導致織姬為了保護尚未恢復原形姿態的妮露，被基路傑攻擊成傷。後由於葛力姆喬趁隙斬殺基路傑，才讓一行人化險為夷。
之後妮露從喜助手裡取得可隨意變化成人和孩童型態的手環，順利恢復成人型態，偕同葛力姆喬通過黑腔抵達靈王宮和一護等人會合，她出面制止葛力姆喬欲再度向一護挑戰的行為，指責其不應在戰爭中另外挑起爭端，跟隨一行人搭乘喜助和夜一委託莉露卡和雪緒運用能力創造的空間，沿著夜一預先設置的木樁軌跡移至被友哈巴赫徹底改造成「真世界城」的靈王宮。當浦原喜助和葛力姆喬聯手擊敗星十字騎士團成員「D」亞斯金·奈克魯瓦爾而不支倒地時察覺事態有異而展開行動。
在成田良悟著作的官方小說補述到，妮露趁著靈王宮被改造的混亂救出被囚禁的赫麗貝兒，戰後得知友哈巴赫被作成新任靈王的真相，斥責葛力姆喬試圖挑釁死神方的舉動後，隨其他破面返回虛圈。駐守虛圈期間和赫莉貝爾、葛力姆喬迎擊來犯的星十字騎士團餘黨和产绢彦祢。。

## 歸刃
- 斬魄刀『羚騎士』（Gamuza）

解放時雙手橫置斬魄刀向前，解放後變成一頭手持雙頭長槍的半人羊。原本附在骷髏面具上的雙頭角，變成分節後彎的長頭角，鎖骨、肩膀、手肘、雙手都被白色的護甲覆蓋，雙臂多了黑色的長袖手套。
解放語「謳歌吧（唱吧）、羚騎士」

## 技能與招式
妮露的招式多為直接攻擊型和輔助能力。平常在小孩子的形態下，能夠發揮的能力相當有限，因此較仰賴其他人的保護；一旦恢復成原本的面貌時，就能發揮真正的實力，並且能施展歸刃型態，然而靈力消耗量會在恢復原型的期間急驟增加是其缺點。千年血戰篇偕同一護等人前往被友哈巴赫改造成真世界城的靈王宮前，妮露從浦原喜助的手裡取得能長時間維持成人形態的手環，從而克服這項問題。
| 技能（能力）名稱                  | 簡介 |
| --------------------------------- | --- |
| 「虛閃」 （Cero）                 | 虛閃是由口中積蓄發射，顏色是淡紅色。 |
| 能力「唾液」 （Vomit）            | 有治癒傷勢的效果。通常在小孩子的形態下使用。 |
| 技「超加速」 （Chokasoku）        | 小孩子形態的妮露使用的短距離加速飛撲。主要是撲向一護。使用前，頭盔上的骷髏眼睛會發光。若是在空中使用此招，將會因為重力加速度的影響，加強飛撲的速度與威力（一護在千年血戰篇與妮露重逢時，便被從天而降的妮露利用此招撞到嘴角流血）。在遊戲版《Bleach Heat The Soul 6》的雙人模式裡，則被當成一護與妮露的合作奧義技。 |
| 能力「虛閃重奏」 （Cero doble）   | 妮露特有的招式，將敵人的虛閃吸到自己的嘴裡後，加上自己的虛閃將其反射回到她的敵人身上。至於能否反射其他的能量攻擊還是未知數。但是小孩子的型態下，無法使用自身的虛閃。 |
| 技「翠之射槍」 （Lanzador Verde） | 僅能在歸刃狀態下使用的最強招式，投拋出高速旋轉的雙頭標槍。 |

## 卷首語
- 「如果可以給我一雙翅膀，我願意為你展翅高飛。 就算這片大地已經完全沉入水中。 如果可以給我一把劍，我願意為你挺身而出。就算這片天空已經用光將你射穿。」 ── 單行本第三十四集

## 備註
1. ↑  1.普通狀況下，一旦十刃成員因故被排除在十刃成員外，就會割除原本刺在身上的階級號碼，同時編號也會落至三位數；不過妮露因為是在私底下被逐出虛夜宮的緣故，所以還保留著身上的編號。